# Bundesgartenschau 2015
Die Bundesgartenschau 2015 (BUGA 2015) wurde zwischen dem 18. April und dem 11. Oktober 2015 in den Orten Brandenburg an der Havel, Rathenow, Premnitz, Stölln und Havelberg gemeinsam als Havelregion ausgerichtet und dabei von rund 1,05 Millionen Gästen besucht. Damit fand eine Bundesgartenschau erstmals in mehreren Bundesländern gleichzeitig statt, in Brandenburg und Sachsen-Anhalt auf einer Gesamtfläche von 54,7 Hektar. Die Gartenschau war dezentral angelegt. Die Orte Brandenburg an der Havel im Süden und Havelberg im Norden liegen etwa 55 Kilometer Luftlinie oder 75 Kilometer Wegstrecke voneinander entfernt.

## Planungen und Vergabe
2001 erhielt Karlsruhe, das 2015 sein 300-jähriges Bestehen feiert, den Zuschlag für die Bundesgartenschau 2015, gab sie jedoch am 18. März 2003 wegen finanzieller und zeitlicher Probleme zurück. Auch das am 9. April 2003 mit der Ausrichtung betraute Osnabrück, wo die Gartenschau auf dem Piesberg stattfinden sollte, entschied sich im November 2006 aus gleichen Gründen für einen Verzicht. In einem erneuten Bewerbungsverfahren kandidierten 2007 nun Bochum, die Havelregion sowie Karlsruhe mit einem neuen Konzept. Kurz vor der endgültigen Entscheidung zog Bochum im August 2007 seine Bewerbung zurück.
Am 15. November 2007 erteilte die Gesellschafterversammlung der Deutschen Bundesgartenschau-Gesellschaft der Havelregion mit den Städten Brandenburg an der Havel, Premnitz, Rathenow und Havelberg sowie dem Dorf Stölln in der Gemeinde Gollenberg im Amt Rhinow den endgültigen Zuschlag. Zur Vorbereitung und Durchführung der Bundesgartenschau 2015 gründeten die fünf teilnehmenden Städte gemeinsam mit der Deutschen Bundesgartenschau-Gesellschaft mbH im August 2009 einen Zweckverband. Ungefähr 40 Millionen Euro sollen für nachhaltige gärtnerische Investitionen ausgegeben werden. Der Durchführungshaushalt umfasst etwa 35,2 Millionen Euro, wovon ca. 8 Millionen für die gärtnerisch-technische Durchführung eingesetzt werden sollen. Etwas mehr als eine Million Menschen besuchten die Bundesgartenschau, 1,5 Millionen waren erwartet worden. Es entstand ein Verlust von etwa zwölf Millionen Euro.

## Austragungstätten
Erstmals in der Geschichte der Bundesgartenschauen fand diese dezentral und länderübergreifend in vier Ortschaften in Brandenburg und einer Ortschaft in Sachsen-Anhalt statt. Mit der Renaturierung der Unteren Havel als zu dieser Zeit größtem Flussrenaturierungsprojekt in Europa, das vom Naturschutzbund Deutschland (NABU) koordiniert wird, wurde zum ersten Mal ein Fluss Kulisse einer Bundesgartenschau.
Die BUGA 2015 erstreckte sich über insgesamt acht Parks und zwei Hallenschauen in den fünf Austragungsorten mit einer Gesamtfläche von 54,7 Hektar.

### Brandenburg an der Havel

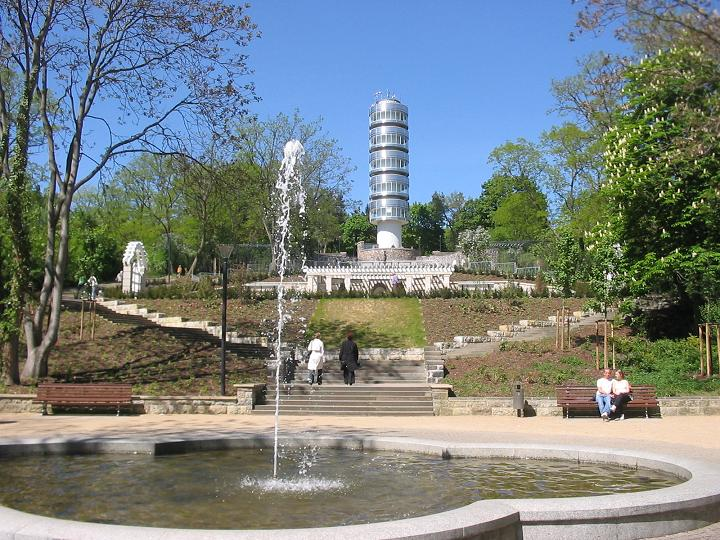
Marienberg mit Friedenswarte

In Brandenburg an der Havel fand die Bundesgartenschau auf einer Gesamtfläche von 16,5 Hektar in zwei Parks und einer Kirchenhalle statt. Der Park auf dem Marienberg hatte eine Ausstellungsfläche von 12,1 Hektar. Auf ihm sollten verschiedene Gestaltungen mit Rosengewächsen, moderne und historische Staudensorten, ein wieder errichteter Weinberg gezeigt werden. Zentraler Aussichtspunkt im Park war die Friedenswarte. Die vorbestehende Freilichtbühne wurde saniert und bespielt.
Am Packhof, auf einem ehemaligen Werftgelände, wurde ein 4,4 Hektar großer Park neu angelegt. Dieser befand sich unmittelbar an der Havel. Auf dieser Gartenfläche sollten 33 sogenannte Themengärten gezeigt werden. Fünf stilisierte (Pflanz-)Schiffe waren als Reminiszenz an die historische Schiffswerft Gebr. Wiemann angelegt und nach historischen Schiffen der Werft benannt. Zwei dieser Schiffe, die Nordstern und die Luise, lagen darüber hinaus als begehbare Ausstellungsobjekte im Hafen am Packhof. Der Eingang zum Park am Packhof wurde in die sanierte und denkmalgeschützte Werfthalle gelegt. In der ehemaligen Kirche St. Johannis am dem Packhof gegenüberliegenden Havelufer waren 16 wechselnde Blumenhallenschauen auf insgesamt 400 Quadratmetern Ausstellungsfläche geplant.
Am 17. April 2015 wurden um die BUGA-Stätten in der Stadt Plastiken des Waldmopses aufgestellt. Diese Skulpturen wurden von der Künstlerin Clara Walter geschaffen und gehen auf einen Sketch des Brandenburger Humoristen Loriot zurück. Das sogenannte Waldmopszentrum bestand zunächst aus acht Plastiken.

### Premnitz

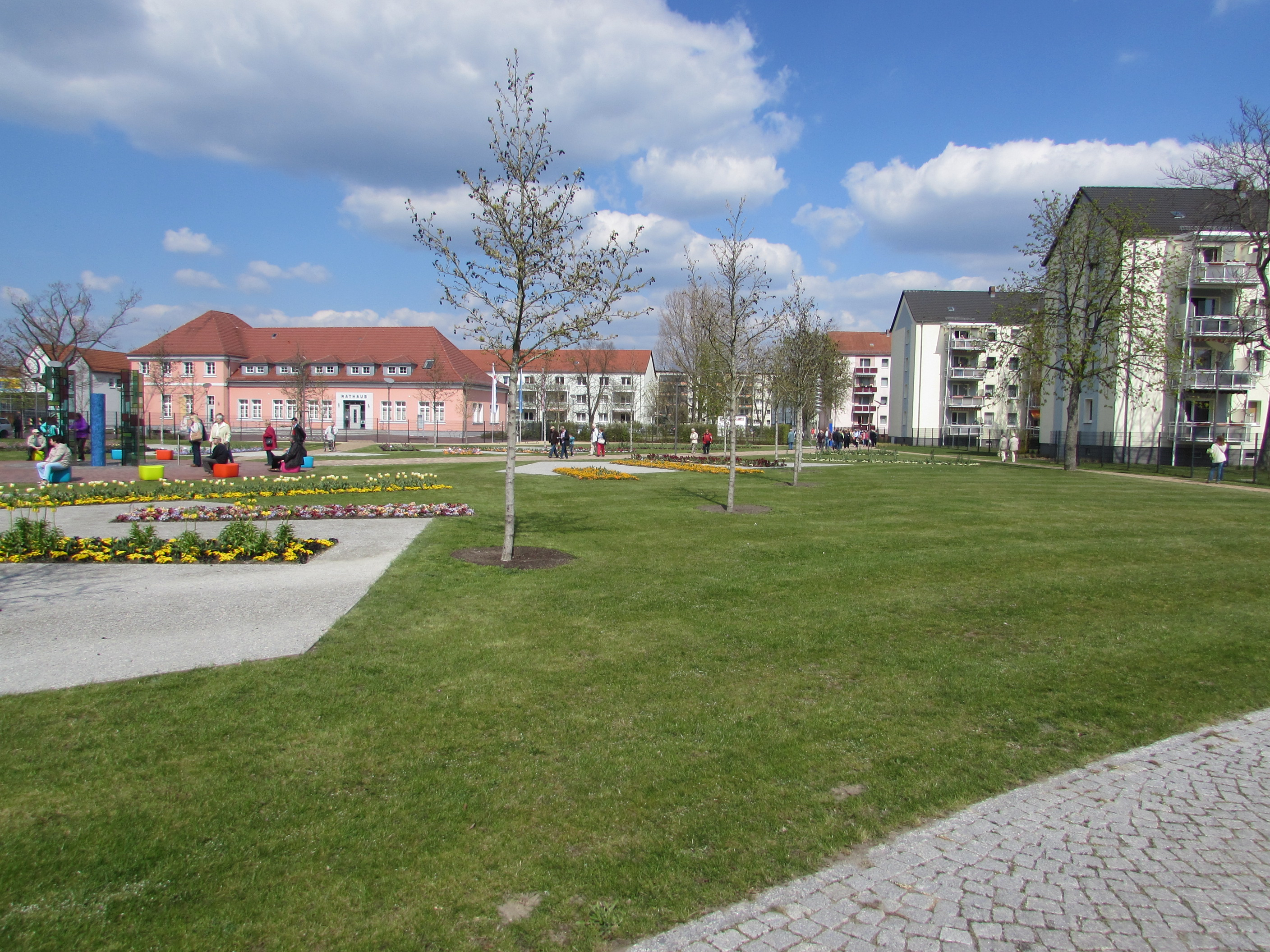
Buga-Park in Premnitz

In der Kleinstadt Premnitz wurden zwei Flächen mit zusammengefasst 3,3 Hektar geschaffen. Der sogenannte Grünzug erstreckte sich über 1,3 Hektar vom Stadtzentrum zum Havelufer. Angelegt wurden zentrumsnah die Tagesgärten. An dieses schlossen sich die Grüne Küche, wo beispielsweise auf der Bundesgartenschau gezogene Pflanzen verkocht wurden, und ein Informationszentrum zu nachwachsenden Rohstoffen an. Der Bereich Bunte Mitte bestand aus wechselnd bepflanzten Blumenbeeten. Die zweite Fläche in Premnitz war die 2 Hektar große Uferpromenade. Dort fand ein Markt für Gärtnereibedarf statt. Weiterhin wurden ein Rundgang im sogenannten Auwald und Spielflächen angelegt.

### Rathenow

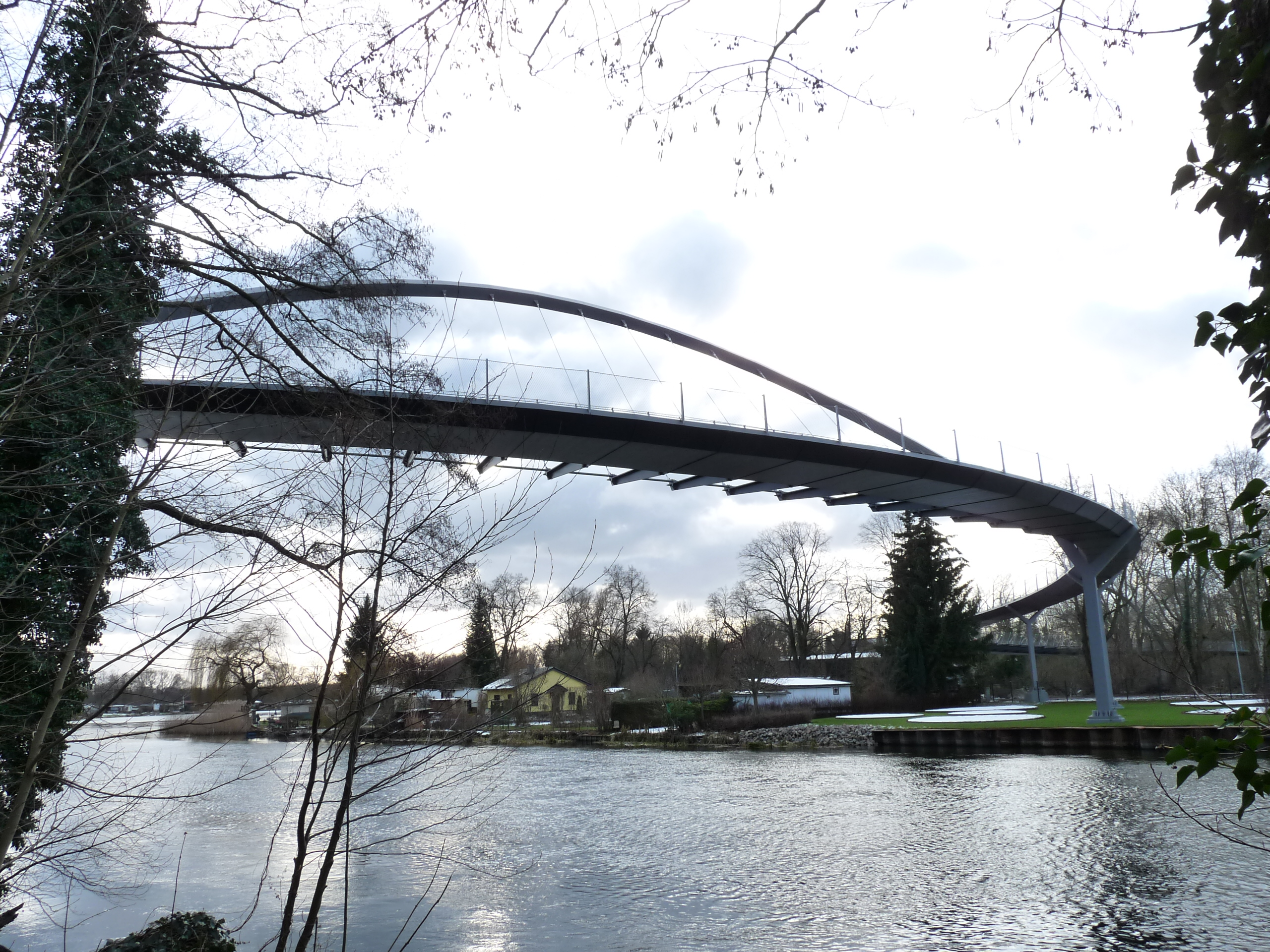
Weinbergbrücke in Rathenow

In Rathenow waren ebenfalls zwei Parks mit zusammen 24,2 Hektar Teilflächen der Gartenschau. Der Optikpark liegt auf der Schwedendamminsel in der Havel, hat eine Fläche von 11,4 Hektar und war bereits Parkfläche der brandenburgischen Landesgartenschau 2006. Die Seerosenarena wurde auf etwa 2.500 Quadratmeter im zentralen Karpfenteich angelegt. Auf der Bühne Optikpark sollte Unterhaltungsprogramm stattfinden. Vom Optikpark zur zweiten Rathenower Gartenschaufläche Weinberg (12,8 Hektar) wurde über die Havel die 348 Meter lange Fußgängerbrücke Weinbergbrücke gebaut. Im Weinberg wurden Schaubereiche wie Rhododendronhain, Dahlienarena, Fels- und Steppengarten angelegt. Im i-PUNKT grün wurden vom brandenburgischen Gartenbau Jungpflanzen, Balkon- und Kletterpflanzen präsentiert und Fachvorträge gehalten. Der 1914 eingeweihte Bismarckturm ist Aussichtsturm auf dem Weinberg.

### Amt Rhinow/Stölln

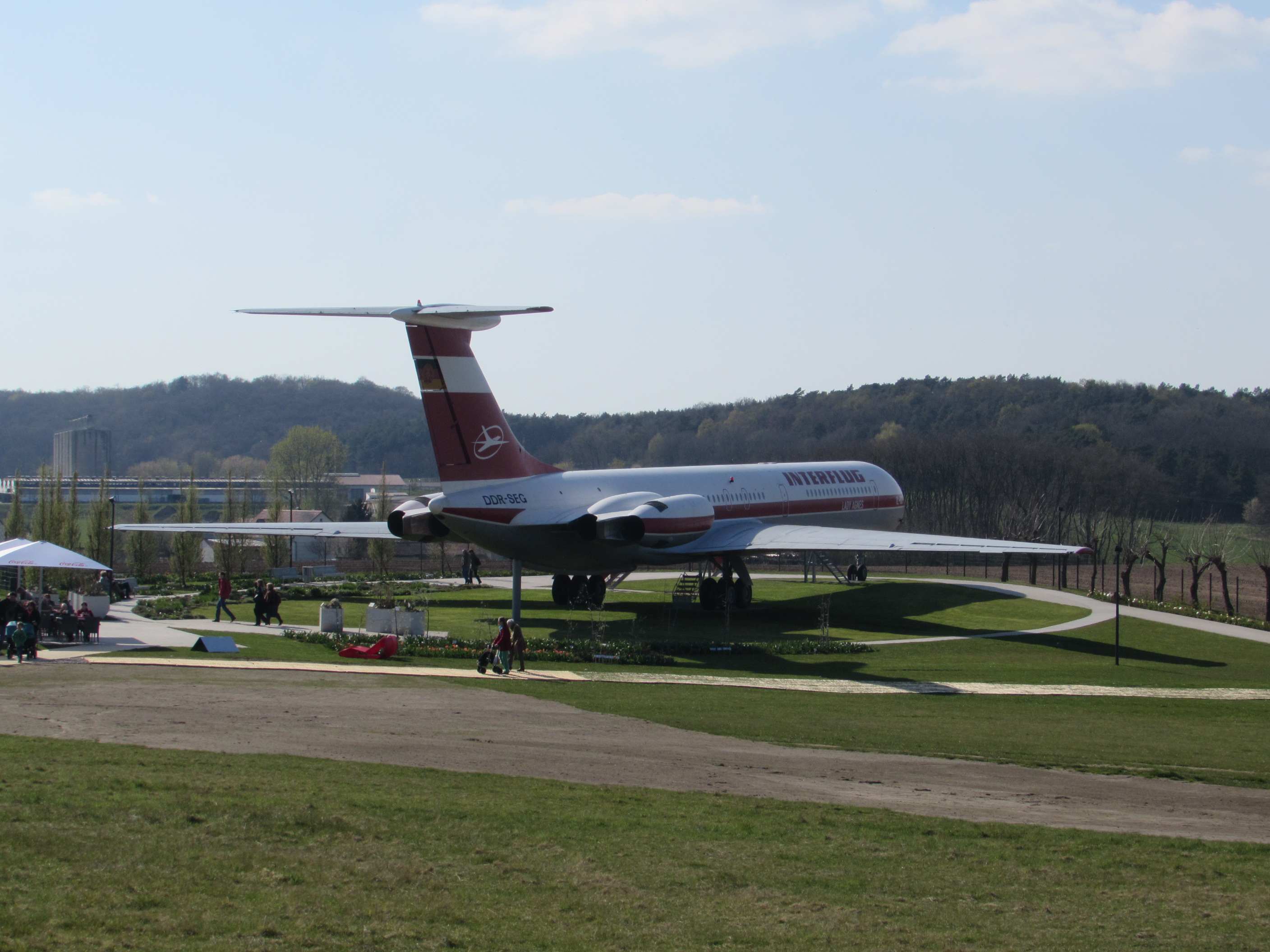
Iljuschin Il-62 in Stölln während der Bundesgartenschau

Der Fliegerpark im Ortsteil Stölln der Gemeinde Gollenberg hatte eine Fläche von 5,3 Hektar. Dort wurden eine Kakteenausstellung, Streuobstwiese und Staudenpflanzungen angelegt. Den Eingangsbereich bildete das Areal um das als Lady Agnes bekannte Flugzeug vom Typ Il-62 auf dem Flugplatz Stölln/Rhinow, das zur DDR-Fluggesellschaft Interflug gehörte und 1989 zu Ehren des Flugpioniers Otto Lilienthal in einer spektakulären Aktion auf der nur ca. 850 Meter langen Landebahn des Flugplatzes Stölln gelandet wurde. Das Lilienthal-Centrum Stölln zeigte eine Dauerausstellung zu Otto Lilienthal. Fliegerpark und Lilienthal-Centrum waren über den Flieger- und Landschaftsparkpfad verbunden.

### Havelberg

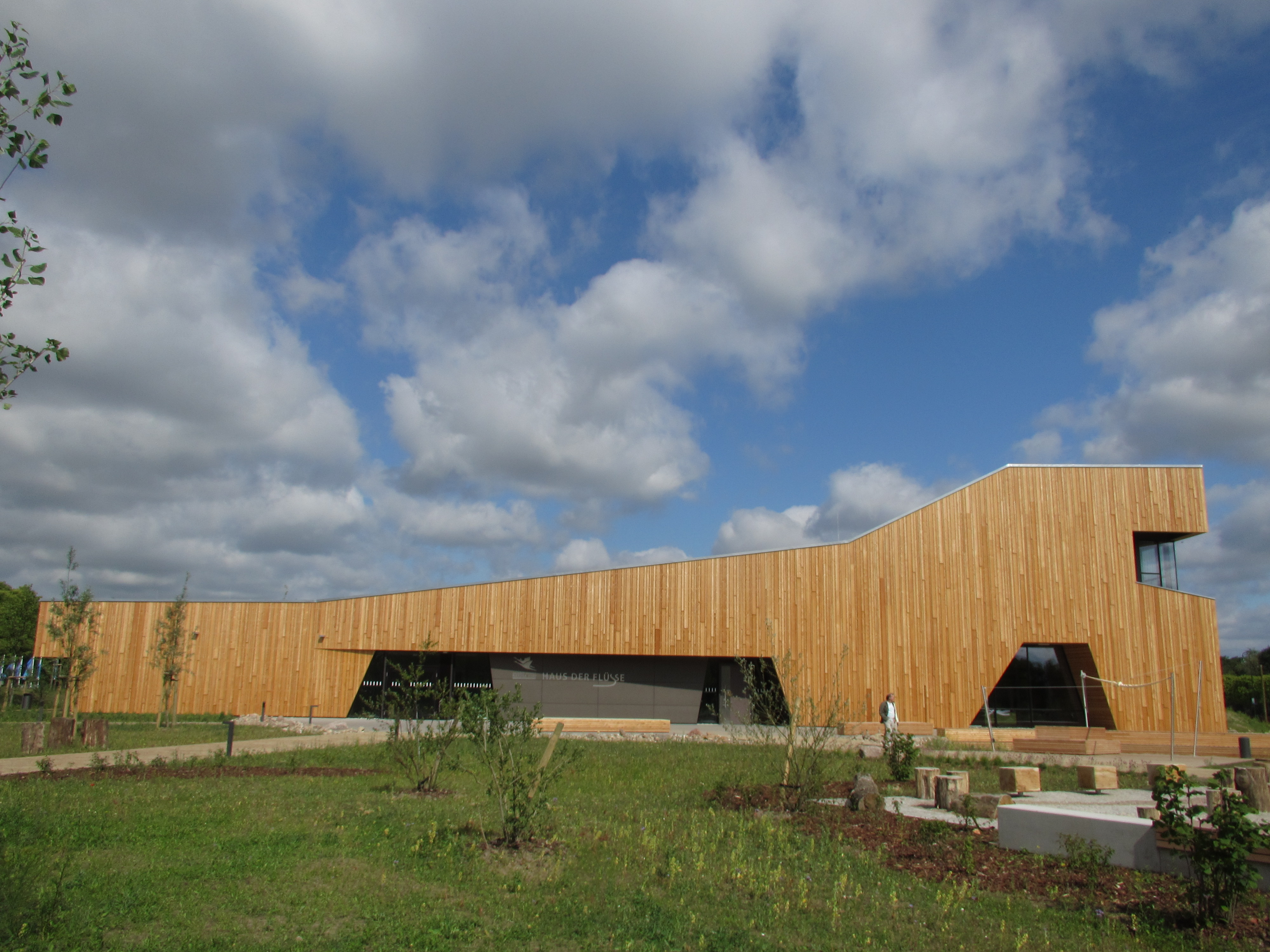
Haus der Flüsse – Natura 2000 Informationszentrum des Biosphärenreservates Mittelelbe

Nördlichste Ausrichterstadt der Bundesgartenschau war Havelberg in Sachsen-Anhalt. Die Gartenschaufläche von 3,9 Hektar wurde in und um den Dom St. Marien am östlichen Havelufer angelegt. Themen waren beispielsweise Grabgestaltung und Denkmal. Im Zentrum der Stadt, das auf einer Havelinsel gelegen ist, befindet sich die Kirche St. Laurentius, in der wie in St. Johannis in Brandenburg 16 wechselnde Blumenschauen durchgeführt wurden. Im Zuge einer Renaturierung erstand die südwestlich des Stadtzentrums und in der Havel gelegene Petroleuminsel wieder. Auf dieser befindet sich eine mit einer Fußgängerbrücke verbundene Aussichtsplattform des Haus der Flüsse, dem Informationszentrum des Natura-2000-Projektes des Biosphärenreservates Mittelelbe. Das Zentrum wurde im Rahmen der Bundesgartenschau am 13. Juli 2015 eingeweiht und war Teil des Havelberger Beitrags. In und um das Gebäude fanden zahlreiche Veranstaltungen statt, die von insgesamt rund 3500 Teilnehmern besucht wurden. Dazu gehörten der „Tag der Architektur“ im Juni 2015, in dem das Gebäude selbst und seine Architektur thematisiert wurden. In der „Woche der Flussfischerei“ im August 2015 präsentierten Fischer aus der Region ihr Handwerk, Schwerpunkt waren daneben verschiedene Umweltbildungsveranstaltungen. Das Gebäude beinhaltet Ausstellungsobjekte, die häufig interaktiv und spielerisch die Merkmale der Flusslandschaften Havel und Elbe veranschaulichen. Auf dem Außengelände ist ein Wasserspielplatz angelegt und verschiedene Stationen verdeutlichen Aspekte des Lebens in Flussauen.
Im Haus der Flüsse fand im Oktober 2015 die Abschlusspressekonferenz des BUGA-Zweckverbandes statt.

## Besonderheiten
Es gab Blumenhallenschauen in zwei Kirchen. In der  St.-Johannis-Kirche in Brandenburg an der Havel und in der St.-Laurentius-Kirche in Havelberg.

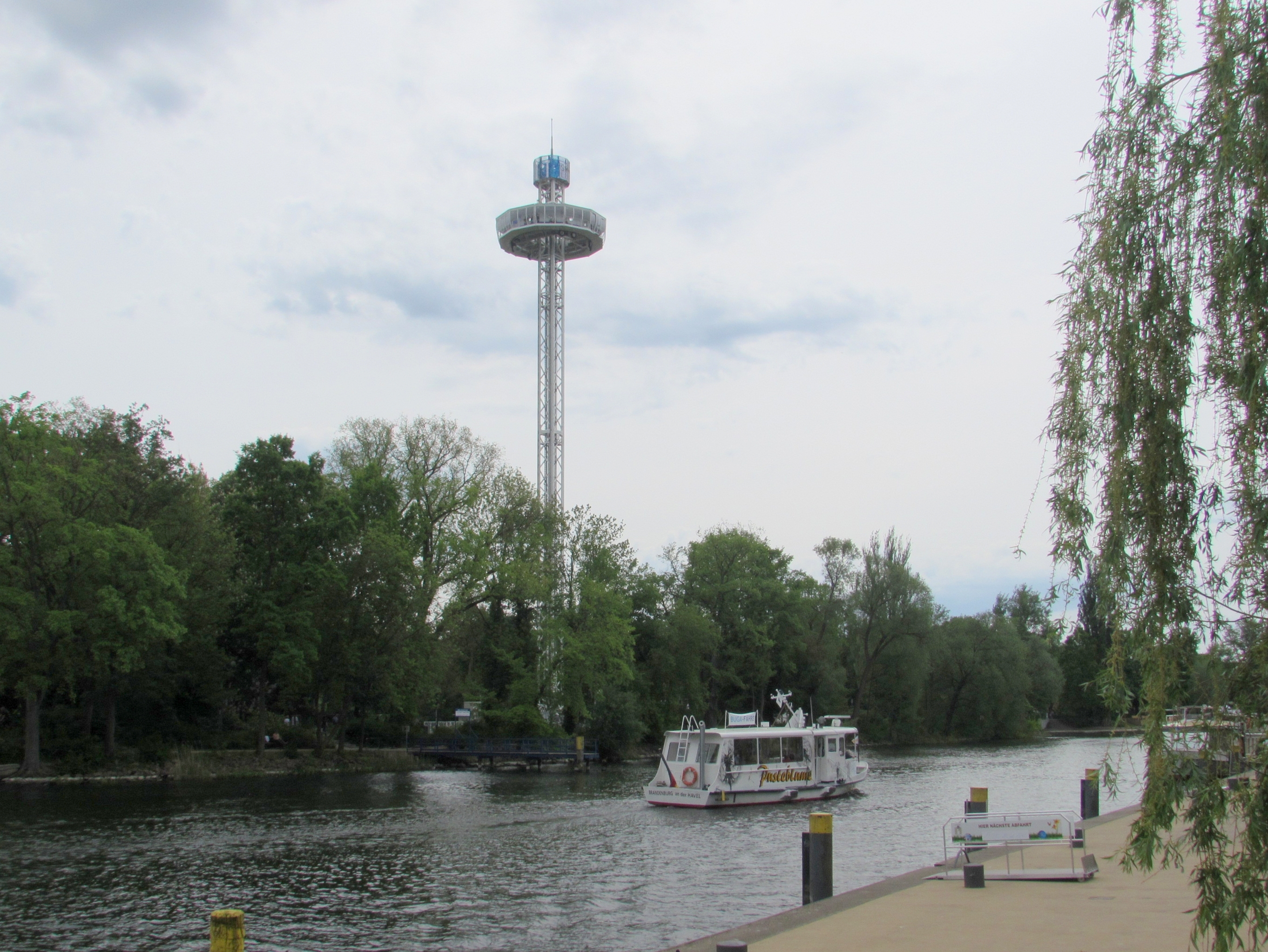
Der BUGA-Skyliner in Brandenburg am Heineufer; davor das Fährschiff Pusteblume.

In Brandenburg an der Havel wurden statt Bussen die vier Fährschiffe Frieda, Pusteblume, Fleißiges Lieschen und Klatschmohn der Nordstern Reederei zum Shuttletransport auf der Havel eingesetzt. Sie verkehrten im Abstand von wenigen Minuten vom zentralen Parkplatz am Wiesenweg westlich der Neustadt zunächst flussaufwärts zum Gartenschaugelände Packhofufer. Dort machten die Fähren kehrt und fuhren wieder flussabwärts zum Salzhofufer an der St.-Johannis-Kirche und anschließend zurück zum Wiesenweg. Die Gesamtkurs hatte mit seinen drei Stationen eine Gesamtlänge von etwa zweimal einem Kilometer.
Das Flusskreuzfahrtschiff Königstein wurde für Kreuzfahrten auf der Havel zwischen Brandenburg im Süden und Havelberg im Norden eingesetzt.
Ein BUGA-Skyliner genannter mobiler Aussichtsturm wurde nacheinander in den Städten Brandenburg an der Havel, Rathenow und Havelberg aufgestellt. Dieser hatte eine Gesamthöhe von 81 Metern. Die Aussichtsplattform befand sich auf 72 Metern. Die Kapazität betrug 60 Personen beziehungsweise 4,5 Tonnen.

## Symbole
Das Logo der Bundesgartenschau 2015 sollte die visuelle Umsetzung des Mottos „Von Dom zu Dom – das blaue Band der Havel“ darstellen. Auf einem weißen Hintergrund bildete das blaue Band des Flusses die Basis für die Gestaltung. Die Havel verläuft als prägendes Landschaftsmerkmal und verbindendes Element zwischen den fünf Orten. Mit dem blauen Band wurde eine stilisierte Blüte mit fünf Blütenblättern geformt, die jeweils für einen der Orte stehen. Das Maskottchen der Gartenschau war ein Wels mit dem Namen Wilma Wels.

## Zwischenfälle
Am 13. Juni 2015 kam es um die Gartenschaustätten zu einem Gewittersturm. Bei diesem ereignete sich auf dem Rathenower Gartenschaugelände Weinberg ein tödlicher Unfall, als ein 49-jähriger Besucher von einem herabstürzenden Ast erschlagen wurde. Wegen des Zwischenfalls und der durch das Unwetter entstandenen Schäden wurde der Standort Rathenow für mehrere Tage geschlossen.
Am 15. August 2015 traf ein weiteres Unwetter mit Windhose das Rathenower Buga-Gelände. Das Gelände war vorab evakuiert worden. Es blieb bei Sach- und Baumschäden und einer zweiten mehrtägiger Schließung des Geländes.